# Sonic the Hedgehog (16 біт)
«Sonic the Hedgehog» (яп. ソニック ザ ヘッジホッグ, Sonikku za Hejjihoggu, укр. Їжак Сонік, також  Sonic the Hedgehog 1 або, коротко, Sonic 1) — відеогра у жанрі платформера, розроблена Sonic Team, одним з підрозділів корпорації Sega. Гра була випущена 23 червня 1991 року в Північній Америці і Європі для консолі Sega Mega Drive/Genesis, і пізніше увійшла в комплект ігор Sega 6-Pak. Японська версія з'явилася 26 липня.
На час свого виходу, Sonic the Hedgehog була однією з найшвидших ігор-платформерів. Ігровий процес концентрувався на елементах, які найповніше використовували можливості 16-бітної консолі. У Sonic the Hedgehog були присутні численні нові для ігор на Sega елементи, що тільки сприяли її популярності під час 16-біт ери. Головний персонаж, Їжак Сонік, міг бігати, стрибати та котитися найшвидше з-поміж персонажів інших платформерів того часу. Крім того, рівні гри були зроблені так, щоб гравці прагнули проходити їх якомога швидше.
У цій грі вперше з'явився персонаж Їжак Сонік, а сама гра дозволила консолі Sega Genesis отримати велику популярність у Північній Америці. Після свого виходу вона стала продаватися разом з консоллю, замінивши попередньо встановлювану гру Altered Beast.

## Ігровий процес

Сонік пробігає рівнем повз ворога

### Основи
Гравець керує людиноподібним їжаком Соніком, що може бігати, стрибати й згортатися в клубок. Йому належить пройти шість ігрових зон, поділених кожна на три акти, вцілівши та вклавшись у ліміт часу. На проходження кожного акту дається 10 хвилин, на заваді чому стають перешкоди, пастки і вороги. На старті Соніку дається 4 життя. На актах він збирає кільця, та маючи хоча б одне, може вберегтися від потрапляння в пастку чи від атаки ворога. В цьому разі Сонік просто розгубить кільця, але сам залишиться живий. Кільця, що розсипалися при атаці, можна зібрати, але в кількості не більше 20-ти та за обмежений час, інакше вони незабаром зникнуть. В разі смерті Соніка гравець починає акт заново або ж зі спеціальних контрольних точок, якщо гравцеві сталося відзначитися на них. Залежно від витраченого на проходження часу та донесених до кінця акту кілець, в кінці акту гравцеві присуджуються очки. Також очки нараховуються за кожного знищеного ворога.
Почавши біг, Сонік швидко прискорюється, якщо на шляху не зустрічаються перешкоди. Їжак здатний скочуватися та бігати по схилах (при цьому вони мають плавну геометрію, на відміну від інших ігор того часу); спускаючись зі схилу Сонік додатково прискорюється. Біжучи досить швидко, він може долати 360-градусні мертві петлі (які згодом стали незмінним атрибутом в іграх серії). На бігу їжачок може згорнутися в колючий клубок — в такому стані він швидше скочується зі схилів, але йому важко котитися вгору. При достатній швидкості він може пробивати стіни в деяких місцях аби скоротити шлях або відкрити сховки з корисними речами. Стрибаючи, Сонік також згортається в кулю, і в цьому стані він може атакувати ворогів — роботів — та знищувати їх простим дотиком. Сонік здатний рухатися під водою, але в ній має обмежений запас повітря — якщо протягом 18 секунд не вистрибувати на поверхню чи не торкатися бульбашок з повітрям, Сонік потоне.
Дійшовши до кінця перших двох актів кожної зони, Сонік повинен торкнутися таблички з зображенням головного лиходія гри — Еггмана, відзначивши їх завершення; в кінці кожного третього акту гравця чекає бій з босом — самим Еггманом, що керує різноманітними бойовими машинами.

### Бонуси
Окрім кілець, у грі зустрічаються бонуси, що зберігаються в спеціальних моніторах. Щоб отримати їх, Соніку потрібно просто розбити монітор. У Sonic the Hedgehog монітори містять такі види бонусів:
- Додаткові 10 кілець;
- Щит, який огортає Соніка у вигляді сфери і дає додатковий захист (зникає при першому контакті з ворогом);
- Тимчасове прискорення: Сонік може досягати ще більшої швидкості і здійснювати довгі стрибки;
- Тимчасова невразливість: Соніка обволікає розсип зірочок і він стає невразливим для ворогів, і до того ж вбиває їх простим дотиком;
- Одне додаткове життя.

### Бонусні рівні
Коли Сонік закінчує перший або другий акт зони мінімум з 50 кільцями, з'являється можливість перейти в один з шести бонусних рівнів — Special Stages — шляхом стрибка у велике кільце в кінці акту. Ці сюрреалістичні простори являють собою лабіринт із блоків, який обертається навколо своєї осі. У ньому є Смарагд Хаосу, а завданням Соніка є дістатися до нього, не торкнувшись блоків із написом «Goal», що переливаються синім та червоним кольорами. Якщо Сонік збере 50 кілець на бонусному рівні, йому дається додаткове продовження (можливість продовжити гру після втрати всіх життів).
У Sega Genesis Collection отримання першого Смарагду Хаосу відкриває міні-гру Super Zaxxon.

### Режим Debug Mode
У Sonic the Hedgehog існує особливий режим гри — Debug Mode. За допомогою нього гравець може, вільно пересуваючись рівнем, ставити різні блоки, монітори, кільця, ворогів і інші ігрові об'єкти в будь-яке потрібне йому місце. При цьому управління в грі частково змінено. Кнопка B слугує перемикачем між звичайним ігровим процесом і можливістю встановлювати об'єкти. У другому випадку кнопка A призначається для перегортання доступних об'єктів, а кнопка C — для їх встановлення.
Щоб потрапити в режим Debug Mode, під час заставки гри потрібно набрати комбінацію ↑, С, ↓, С, ←, С, →. На підтвердження коду має прозвучати дзвін кільця, після чого потрібно почати гру, натиснувши А + START. Замість лічильника очок з'явиться два ряди букв і цифр, що означають координати гравця на ігровій карті по осі X і Y.

## Сюжет
Події відбуваються на острові, населеному різноманітним звірятами. У цій грі їжачок Сонік уперше зустрічається з лиходієм Доктором Еггманом (Роботніком), який, намагаючись захопити владу над світом, використовує добрих звірів і друзів Соніка як рухову основу своїх роботів бадніків, якими заповнює всі землі. Крім того, він прагне роздобути шість містичних дорогоцінних каменів, смарагдів Хаосу, щоб ще більше посилити свою могутність. Сонік — єдиний вцілілий на острові, прагне звільнити своїх друзів, дорогою знищуючи машини Роботніка, роздобути Смарагди Хаосу та завадити здійсненню його планів.

### Зони
«Green Hill Zone» (укр. Зона зелених пагорбів). В актах цієї зони, що складається з порослих травою й деревами пагорбів, зустрічаються лише шипи та легкі вороги. У кінці третього акту з'являється Доктор Еггман в літальному апараті з великою кулею на ланцюзі, якою він намагається поцілити в Соніка, розгойдуючи її наче маятник. Саме в цю зону Сонік повертається в кінцевій заставці після завершення гри.
Зона розроблялася шість місяців, оскільки її переробляли декілька разів. Спочатку був варіант зони, на початку якої Соніка переслідував великий камінь, що котився (як за сюжетом фільму «Індіана Джонс: У пошуках втраченого ковчега»), але пізніше це було прибрано в процесі розробки. Дизайн цієї зони так само був натхненний 3D-графікою, яка на той момент мала досить простий вигляд.
«Green Hill Zone» була настільки відомою, що вона з'явилася і в пізніших іграх, таких як Sonic Battle та Sonic Adventure 2. Навіть «Sunset Hill Zone» у Sonic Advance 3 має ремікс фонової музики «Green Hill»; цю ж мелодію можна вгадати в музичній темі персонажа Сільвера з гри Sonic the Hedgehog (2006). Найбільшою даниною до «Green Hill Zone» був її секретний 3D-ремейк в Sonic Adventure 2. Пляжна версія цієї зони, «Neo Green Hill Zone» з'явилася в Sonic Advance. Майже всі наступні ігри в серії Sonic the Hedgehog починаються з подібною тропічної зони.
«Marble Zone» (укр. Мармурова зона). Зона мармурових руїн та підземної фортеці в античному стилі. Тут зустрічаються озера лави та пастки з шипами, ланцюгами та гирями. У кінці третього акту Доктор Еггман атакує Соніка, спалюючи платформи, на яких він стоїть. У цій зоні можна зрізати шлях і розбивати стіни, щоб збирати більше кілець. У ранніх версіях зони на задньому плані літали НЛО, але вони були прибрані з фінального релізу.
«Spring Yard Zone» (укр. Зона пружинного двору). Міський рівень з безліччю прискорювачів та бамперів, що нагадує машину пінболу. В зоні дуже багато прихованих шляхів і сховків з бонусами. Тим не менш, рівень досить швидкісний у проходженні. Ідея цієї зони пізніше постійно повторювалася в наступних іграх серії. У кінці третього акту Еггман атакує Соніка на своєму егмобілі з шипом та знищує ним блоки, на яких стоїть їжак. Spring Yard Zone, спочатку звана «Sparkling Zone» була першим закінченим рівнем гри.
«Labyrinth Zone» (укр. Зона лабіринту). Підводний лабіринт, в якому необхідно пробиратися до виходу. Найбільша небезпека в цій зоні — це не супротивники і не пастки, а сама вода, оскільки Сонік може перебувати під нею не більше 18 секунд. В іншому випадку він захлинається та тоне. Збір бульбашок з повітрям скидає відлік і дає можливість перебувати під водою трохи довше. У кінці третього акту Сонік повинен переслідувати Еггмана нагору шахтою, що наповнюється водою. Корабель Роботніка в кінці можна знищити, але це необов'язково для проходження зони. «Labyrinth Zone» повинна була стати другою за порядком, але була переміщена ближче до кінця через свою складність.
«Star Light Zone» (укр. Зона зоряного світла). Нічна зона з зоряним небом, найшвидша в грі. На рівнях мало ворогів, але й більшість з них Сонік знищити не може. У кінці третього акту Еггман скидає бомби на одну з трьох гойдалок, за допомогою яких гравцеві потрібно запускати їх назад у лиходія. Наступні «міські» рівні в інших іграх серії ґрунтувалися на «Star Light Zone» — наприклад, «Stardust Speedway» у Sonic the Hedgehog CD до «Lethal Highway» в Shadow the Hedgehog. Фонова музика зони була заснована розробниками на пісні «Kusuriyubi no Kesshin» (яп. 薬指の決心), групи Dreams Come.
«Scrap Brain Zone» (укр. Зона брухтового мозку). База Доктора Еггмана  — індустріальні акти, наповнені пастками: обертовими пилами, вогнеметами, плитами під електричною напругою, або платформами, що зникають, коли на них наступити. У зоні немає прямого зіткнення з Еггманом; він з'являється в кінці другого акту за силовим полем, і натисненням кнопки викидає Соніка в «Зону лабіринту». Проте, цього разу зона показана зі зміненими кольорами і наповнена небезпеками. Соніка після її проходження викидає в заключний рівень, «Фінальну зону», де його чекає останній у грі бій з Роботніком.
Велика частина графіки цього рівня пізніше використовувалася і в наступних іграх: підлога та стеля були перенесені в «Metropolis Zone» у Sonic the Hedgehog 2, частина пасток використовувалася в «Metallic Madness» у грі Sonic the Hedgehog CD, а в Sonic Pocket Adventure графіком «Scrap Brain» використовував цілий рівень. Фонову музику цієї футуристичної, вочевидь, надихнула фінальна тема з саундтрека до фільму «Той, що біжить по лезу».
«Final Zone» (укр. Фінальна зона). Фінальна битва з Доктором Еггманом усередині його лабораторії, при цьому в актах відсутні кільця. Роботнік намагається розчавити Соніка двома парами циліндричних кабін, що висуваються з підлоги і стелі. У перервах між їх атаками на Соніка також випускаються кілька енергетичних згустків. Після своєї останньої поразки доктор утікає: гравець може дати йому піти або ж атакувати його транспортний модуль, і той втрапить в аварію (але на результаті гри це ніяк не відіб'ється).
Якщо зібрані всі шість смарагдів Хаосу, то в кінцівці гри Еггман стрибає по напису END, а якщо зібрані не всі, то Еггман, сміючись, жонглює тими, які не були зібрані. При цьому в першій грі всього шість смарагдів, в той час як у наступних їх сім.

## Розробка
Гру почали розробляти в 1990 році, коли Sega замовила своєму підрозділу AM-8 створити хітову гру для консолі Sega Mega Drive, а також новий талісман корпорації. Після вибору їжака Соніка як головного персонажа, команда з п'ятнадцяти чоловік змінила назву на Sonic Team та почала працювати над Sonic the Hedgehog. Головними натхненниками проекту були дизайнер персонажів Наото Осіма, програміст Юдзі Нака та дизайнер Хірокадзу Ясухара.
Це була єдина гра із серії Sonic the Hedgehog для Sega Mega Drive, що була зроблена виключно в Японії. Хоча Sonic the Hedgehog CD для додаткової приставки Sega CD теж був зроблений у Японії, наступні ігри — Sonic the Hedgehog 2, Sonic the Hedgehog 3 і Sonic & Knuckles були створені в американському підрозділі Sega Technical Institute, при колишньому японському складі. У той же час, гра Sonic the Hedgehog Spinball була повністю зроблена американцями.

### Бета-версія
Існує бета-версія гри. Вона не була випущена розробниками, але згодом з'явилася стараннями шанувальників у вигляді ROM-файлів в Інтернеті. Ранній варіант гри, який можна побачити у бета-версії, значно відрізнявся від комерційного релізу, особливо в ігрових рівнях:
- Рядок «RINGS» спочатку називався «RING».
- Сонік, замість того, щоб залишити екран в кінці кожного акту, радісно стрибав по ньому.
- У «Green Hill Zone» було набагато темніше, і гори на тлі були іншого виду; так само там був присутній напис «WELCOME» (проте, це було лише в найперших бета-версіях). Ще в «Green Hill Zone» було достатньо кругляків, які котилися за Соніком аналогічно епізоду з кінофільму «Індіана Джонс: У пошуках втраченого ковчега». В остаточному релізі такий кругляк-куля використовується босом зони.
- У «Marble Zone» існував ще один тип гир з шипами, які рухалися горизонтально.
- «Spring Yard Zone» спочатку називалася «Sparkling Zone», в якій був змінений фон та неонові вивіски, які згодом використовувалися в «Collision Chaos» у Sonic CD.
- Спочатку «Labyrinth Zone» йшла другою за рахунком, і її неможливо було пройти через відсутність ворогів, шипів тощо (зона так і залишилася другою у меню вибору рівня, але пізніше це було виправлено в європейській версії гри).
- «Scrap Brain Zone» в бета-версії називалася «Clock Work Zone», але так як в спрайті помилково була відсутня буква «W», на екрані з'являлася напис «Clock ork Zone». Також у цій зоні був інший фон та діагональні конвеєри. Третій акт «Clock Work Zone» побудований так само, як і перші два і не має нічого спільного з «Labyrinth Zone»; відсутні кільця, вороги тощо.
- «Final zone» відсутня.
- Помітно відрізняється фонова музика босів і рівнів.
- Контрольні стовпи в грі служать тільки для потрапляння в «Special Stage» з 50-ма та більше кільцями, причому незалежно від того, хоче гравець туди чи ні.

## Версії та випуски
Перша версія гри, що була випущена в Північній Америці та Європі, не мала деяких графічних поліпшень, які були в японській версії, яка була випущена місяцем пізніше. Японська версія гри містила хмари, які рухалися незалежно від прокручування фону на рівні «Green Hill Zone», а також два графічних ефекти води на рівні «Labyrinth Zone» (перший з цих ефектів симулював брижі води на передньому плані, а другий — завихрення води на задньому). Ці два ефекти застосовувалися лише до тих частин рівня, які знаходилися під водою.
Ще однією відмінністю японської версії є наявність набагато більшої кількості паралаксної прокрутки на фонах всіх рівнів. Пізніша японська версія 2.0 виправила spike bug — програмну помилку, яка призводила до того, що Сонік миттєво гинув, потрапивши з одного шипа на інший. Був виправлений також чит, що був пов'язаний з вибором рівнів.
На додаток до цього, виходячи з відмінностей між частотою оновлення PAL — і NTSC-версій гри (50 Гц і 60 Гц відповідно), швидкість гри європейської версії становила приблизно 83 % від швидкості гри американської версії. Музика також сповільнювалася на це значення. Наступні PAL-версії ігор для Mega Drive і деякі ігри з серії Sonic the Hedgehog (наприклад, Sonic Jam), зберігали коректну швидкість музики, хоча швидкість гри так і залишилася уповільненою.
У демоверсії Sonic the Hedgehog другий акт «Spring Yard Zone» можна було закінчити двома різними шляхами, тому що було два кінцевих знака з Еггманом. Це був перший з трьох рівнів в іграх про Соніка, який можна було закінчити двома шляхами; наступними були «Collision Chaos Zone 2» у Sonic the Hedgehog CD і «Angel Island Zone 1» в Sonic the Hedgehog 3.